# Satansbijbel
The Satanic Bible is een boek uit 1969 waarin de Amerikaanse satanist Anton Szandor LaVey de basis en definitie neerschreef van het satanisme. Dit boek was de eerste 'bovengrondse' publicatie over de religie/filosofie van het satanisme, en volgde drie jaar na de oprichting van de Church of Satan. 
Het werd reeds vertaald in vele talen (onder andere Duits, Frans, Portugees, Spaans, Italiaans, Pools en Lets), maar vooralsnog werd er geen Nederlandstalige vertaling gepubliceerd. 
In dit boek staat de filosofie en ethiek van het satanisme beschreven. 